# Diepenseifen
Diepenseifen ist ein Ortsteil der Ortsgemeinde Buchholz (Westerwald) im rheinland-pfälzischen Landkreis Neuwied.

## Geographie
Der Weiler Diepenseifen liegt zwei Kilometer südwestlich des Ortszentrums von Buchholz auf 265 m ü. NHN, auf einem nach Westen zur Mußer bzw. Sauerwieser Heide ansteigenden Gelände. Westlich und südwestlich befinden sich zwei Feldgehölze mit Buchen- und Eichenaltholz auf einer Fläche von vier Hektar, das südliche nimmt einen biotopreichen Quellbach auf, der zum Wahler Bach entwässert. Zu den nächstgelegenen Ortschaften gehören Oberelles im Nordosten, Unterelles im Osten, Muß im Süden sowie Sauerwiese im Nordwesten. Diepenseifen wird über die Kreisstraßen K 44 (Rauenhahn–Krummenast), K 45 (Diepenseifen–Unterelles) und K 46 (Diepenseifen–Sauerwiese) mit den umliegenden Orten verbunden.

## Geschichte
Diepenseifen war ursprünglich ein Hof bzw. Gehöft, das zur Honschaft Elsaff im Kirchspiel Asbach gehörte. Urkundlich in Erscheinung trat es 1660 unter dem Namen Diebenseiffen bei einer Inventur im Gebiet des kurkölnischen Amtes Altenwied. Der Name des Hofes beschreibt dessen Lage in oder an einem tief in die Umgebung eingeschnittenen Siepen („seifen“). Er lag im landwirtschaftlich besonders ertragreichen Zehntbereich des sog. Blomen- und Mitteldorfzehnts. Bei der Anfang des 19. Jahrhunderts durchgeführten Topographischen Aufnahme der Rheinlande lautete die Bezeichnung Tiefenseifen.
In preußischer Zeit (ab 1815) blieb Diepenseifen ein Teil der Honschaft, später Gemeinde Elsaff. 1816 und 1828 war es im Rahmen von Volkszählungen als Weiler, 1843 jedoch erneut als Hof verzeichnet und umfasste neben einem Wohn- drei Wirtschaftsgebäude. Bis 1885 war ein weiteres Wohngebäude hinzugekommen, die Einwohnerzahl deutlich angestiegen. Der Ort hat seinen damaligen Umfang bis heute beibehalten. 
Im Rahmen der rheinland-pfälzischen Verwaltungs- und Gebietsreform wurde die Gemeinde Elsaff am 16. März 1974 aufgelöst und Diepenseifen als Teil des Kirchspiels Buchholz in die Gemeinde Buchholz (Westerwald) eingegliedert.
Einwohnerentwicklung
| Jahr | Einwohner |
| ---- | --------- |
| 1816 | 6         |
| 1828 | 8         |
| 1843 | 8         |
| 1885 | 16        |
| 1987 | 11        |